# Mniejszość narodowa

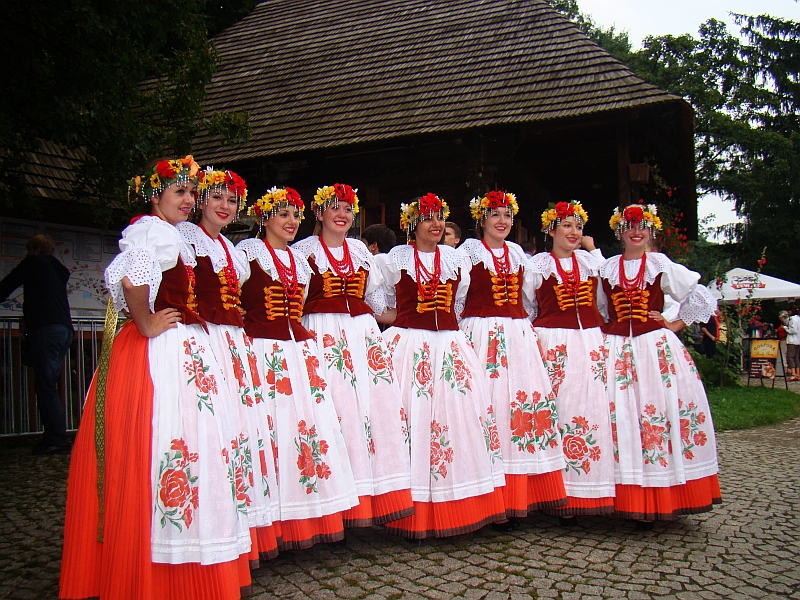
Polska mniejszość narodowa w Czechach

Mniejszość narodowa – grupa ludzi zamieszkująca obszar danego państwa, odróżniająca się od większości społeczeństwa językiem, kulturą, pochodzeniem etnicznym bądź religią.
Mniejszość narodowa w odróżnieniu od mniejszości etnicznej posiada lub posiadała własne państwo, które zgodnie z funkcjonalną teorią powstania państwa jest najwyższą formą rozwoju grupy społecznej.

## Ochrona prawna mniejszości narodowych
Prawo międzynarodowe gwarantuje przestrzeganie praw tych zbiorowości. Ludność ta posiada obywatelstwo państwa zamieszkania ze wszystkimi tego konsekwencjami, ale nie ma wyodrębnionego terytorium pod względem politycznym i administracyjnym.
Poszczególne państwa różnie podchodzą do zagadnienia narodowości i mniejszości narodowych, niektóre (np. Francja) w ogóle nie uznają pojęcia mniejszości narodowej.
Prawo mniejszości etnicznych w Polsce gwarantuje Konstytucja oraz Ustawa z dnia 6 stycznia 2005 r. o mniejszościach narodowych i etnicznych oraz o języku regionalnym.

## Typologia mniejszości narodowych
Mniejszości można podzielić według następujących kryteriów (typologia według Małgorzaty Budyty-Budzyńskiej):
- wielkość grupy:
  - małe (stanowiące niewielki odsetek obywateli w kraju zamieszkania, np. mniejszość litewska w Polsce);
  - średnie (np. mniejszość niemiecka w Polsce);
  - duże (stanowiące sporą część mieszkańców państwa, np. mniejszość węgierska na Słowacji lub mniejszość rosyjska na Łotwie i w Estonii);

- ojczyzna zewnętrzna:
  - posiadanie jej (np. mniejszość węgierska w Rumunii, mniejszość ukraińska w Polsce);
  - nieposiadanie jej (mniejszości bezpaństwowe, np. Kurdowie w Niemczech i Turcji, mniejszość serbołużycka w Niemczech);

- związek mniejszości z krajem zamieszkania:
  - autochtoniczne (inne określenia: historyczne, osiadłe, tradycyjne, stare, np. mniejszość białoruska w Polsce, mniejszość duńska w Niemczech);
  - allochtoniczne (inne określenia: niehistoryczne, napływowe, imigranckie, nowe, młode; np. mniejszość chorwacka w Niemczech, mniejszość wietnamska w Polsce);

- pochodzenie:
  - zmiana granic (aneksja pewnego terytorium z jego ludnością przez nowe państwo w wyniku wojny lub porozumień międzypaństwowych, np. mniejszość niemiecka w Polsce, mniejszość węgierska w Rumunii po traktacie w Trianon; rozpad państwa, np. mniejszość rosyjska na Łotwie po upadku ZSRR; plebiscyt, np. mniejszość słoweńska w austriackiej Karyntii, która zdecydowała po I wojnie światowej o pozostaniu w tym kraju);
  - kolonializm (napływ taniej siły roboczej z krajów kolonialnych do metropolii, np. mniejszość pakistańska w Wielkiej Brytanii, mniejszość indonezyjska w Holandii, mniejszość arabska we Francji);
  - akcja osiedleńcza (celowe osiedlanie pewnych grup narodowościowych na terytorium danego państw na przykład w celu podniesienia jego rozwoju gospodarczego, np. mniejszość niemiecka w rumuńskim Siedmiogrodzie lub w celach obronnych, np. mniejszość serbska w chorwackiej Krajinie);
  - migracja w celach ekonomicznych (np. mniejszość wietnamska w Polsce);
  - migracja w celach politycznych (np. mniejszość grecka w Polsce po II wojnie światowej, mniejszość rosyjska – tzw. „biali” – we Francji po rewolucji bolszewickiej);
  - migracja w celach społecznych (np. mniejszość rumuńskich Romów w krajach Europy Zachodniej);
  - migracja w wyniku prześladowań religijnych (np. mniejszość czeska w Zelowie k. Bełchatowa, przybyła do Polski z powodu represjonowania protestantów w państwie Habsburgów);
  - zakończenie procesu narodowotwórczego, w wyniku którego grupa etniczna lub regionalna zyskuje własną świadomość narodową (np. mniejszość serbołużycka w Niemczech);

- rozmieszczenie w państwie:
  - mniejszości zwarte (w dużych skupiskach, np. mniejszość białoruska w Polsce, mniejszość duńska w Niemczech);
  - mniejszości rozproszone (w diasporze, np. mniejszość żydowska w międzywojennej Europie Środkowej i Wschodniej);
  - mniejszości pogranicza (np. mniejszość litewska w Polsce);
  - mniejszości istniejące wewnątrz terytorium kraju (tzw. mniejszości wyspowe lub kieszonkowe, np. mniejszość czeska w Zelowie k. Bełchatowa);

- poziom dystansu kulturowego:
  - mniejszości nieznacznie różniące się od narodu dominującego (np. mniejszość słowacka w Polsce);
  - mniejszości radykalnie odmienne od narodu dominującego (np. mniejszość arabska we Francji).